# 趙輄
趙輄（1509年—？），字以載，山西澤州高平縣人，民籍，明朝政治人物。

## 生平
嘉靖十六年（1537年）丁酉科山西鄉試第十一名舉人。嘉靖二十三年（1544年）中式甲辰科會試第五十名，登第三甲第二百零三名進士。官行人司行人，選工科給事中，因上言謫封丘縣丞，不久罷官。隆慶初年起為禮科給事中。仕终太仆寺卿。

## 家族
曾祖趙子成，義官；祖父趙倫，義官；父趙科，典膳。母秦氏；繼母范氏。具慶下。